# Cảm biến nhiệt độ
Cảm biến nhiệt độ (RTD), còn được gọi là cảm biến nhiệt độ điện trở (RTDs), được sử dụng để đo nhiệt độ. Rất nhiều thành phần RTD bao gồm một đoạn dây mỏng được cuộn quanh một lõi chịu nhiệt bằng gốm hoặc thủy tinh, nhưng cũng có những cấu trúc khác được sử dụng. Dây RTD là một vật liệu tinh khiết, thường là platinum (Pt), nickel (Ni) hoặc copper (Cu). Vật liệu này có mối quan hệ chính xác giữa điện trở và nhiệt độ, được sử dụng để chỉ thị nhiệt độ. Do các thành phần RTD dễ vỡ, chúng thường được bảo vệ trong các đầu đo bảo vệ.
RTDs, có độ chính xác và độ lặp lại cao hơn, đang dần thay thế các cặp nhiệt trong các ứng dụng công nghiệp dưới 600 °C.

## Mối quan hệ giữa điện trở và nhiệt độ của kim loại
Các yếu tố cảm biến RTD thông thường được sử dụng trong ứng dụng y sinh học gồm platinum (Pt), nickel (Ni), hoặc copper (Cu) có mối quan hệ giữa điện trở và nhiệt độ (R vs T) cùng với dải nhiệt độ hoạt động. Mối quan hệ R vs T được xác định là sự thay đổi điện trở của cảm biến trên mỗi độ thay đổi nhiệt độ. Sự thay đổi tương đối trong điện trở (hệ số nhiệt độ điện trở) chỉ biến đổi nhỏ trong phạm vi hữu ích của cảm biến.
Platinum được đề xuất bởi Sir William Siemens làm thành phần cho cảm biến nhiệt độ điện trở trong bài giảng Bakerian năm 1871: Platinum là một kim loại quý và có mối quan hệ ổn định nhất giữa điện trở và nhiệt độ trong phạm vi nhiệt độ lớn nhất. Các yếu tố nickel có dải nhiệt độ hạn chế vì sự thay đổi điện trở trên mỗi độ thay đổi nhiệt độ trở nên không tuyến tính ở nhiệt độ trên 300 °C (572 °F). Copper có mối quan hệ điện trở và nhiệt độ tuyến tính rất cao; tuy nhiên, đồng bị oxi hóa ở nhiệt độ trung bình và không thể sử dụng ở trên 150 °C (302 °F).
Đặc điểm đáng chú ý của kim loại được sử dụng làm các thành phần điện trở là sự xấp xỉ tuyến tính của mối quan hệ điện trở và nhiệt độ trong khoảng từ 0 đến 100 °C. Hệ số nhiệt điện trở được ký hiệu là α và thường được đưa ra trong đơn vị Ω/(Ω·°C):
{\displaystyle \alpha ={\frac {R_{100}-R_{0}}{100,{\rm {^{\circ }C}}\cdot R_{0}}},}
trong đó:
{\displaystyle R_{0}} là điện trở của cảm biến tại 0 °C,
{\displaystyle R_{100}} là điện trở của cảm biến tại 100 °C.
Platinum tinh khiết platinum có α = 0.003925 Ω/(Ω·°C) trong khoảng từ 0 đến 100 °C và được sử dụng trong việc xây dựng các cảm biến RTD chất lượng cao. Ngược lại, hai tiêu chuẩn rộng rãi được công nhận cho các cảm biến RTD công nghiệp IEC 60751 và ASTM E-1137 chỉ định α = 0.00385 Ω/(Ω·°C). Trước khi những tiêu chuẩn này được áp dụng rộng rãi, đã sử dụng nhiều giá trị α khác nhau. Vẫn có thể tìm thấy các đầu dò cũ được làm bằng platinum với α = 0.003916 Ω/(Ω·°C) và 0.003902 Ω/(Ω·°C).
Các giá trị α khác nhau cho platinum được đạt được thông qua quá trình doping - giới thiệu một cách cẩn thận các chất tạp, được nhúng vào cấu trúc mạng tinh thể của platinum và dẫn đến một đường cong R vs. T và giá trị α khác nhau.

## Hiệu chuẩn
Để xác định mối quan hệ R vs T của bất kỳ RTD nào trong một phạm vi nhiệt độ đại diện cho phạm vi sử dụng dự kiến, cần tiến hành hiệu chuẩn tại các nhiệt độ khác ngoài 0 °C và 100 °C. Điều này là cần thiết để đáp ứng yêu cầu hiệu chuẩn. Mặc dù RTD được coi là tuyến tính trong hoạt động, nhưng cần chứng minh rằng chúng chính xác đối với nhiệt độ mà chúng thực sự được sử dụng (xem chi tiết tại phần tùy chọn hiệu chuẩn so sánh). Hai phương pháp hiệu chuẩn phổ biến là phương pháp điểm cố định và phương pháp so sánh.
Hiệu chuẩn điểm cố địnhđược sử dụng cho hiệu chuẩn độ chính xác cao bởi các phòng thí nghiệm đo lường quốc gia. Nó sử dụng điểm ba, điểm đông hoặc điểm nóng chảy của chất tinh khiết như nước, kẽm, thiếc và argon để tạo ra một nhiệt độ đã biết và có thể lặp lại. Các điểm này cho phép người dùng mô phỏng các điều kiện thực tế của quy mô nhiệt độ ITS-90. Hiệu chuẩn điểm cố định cung cấp hiệu chuẩn vô cùng chính xác (trong khoảng ±0.001 °C). Một phương pháp hiệu chuẩn điểm cố định phổ biến cho các đầu dò cấp công nghiệp là bồn đá. Thiết bị này giá rẻ, dễ sử dụng và có thể chứa nhiều cảm biến cùng một lúc. Điểm đá được chỉ định là một tiêu chuẩn phụ vì độ chính xác của nó là ±0.005 °C (±0.009 °F), so với ±0.001 °C (±0.0018 °F) cho các điểm cố định chính.
Hiệu chuẩn so sánhthường được sử dụng với các cảm biến nhiệt độ điện trở platinum chuẩn phụ và RTD công nghiệp. Các nhiệt kế đang được hiệu chuẩn được so sánh với các nhiệt kế đã được hiệu chuẩn bằng cách sử dụng một bồn có nhiệt độ ổn định đồng đều. Khác với hiệu chuẩn điểm cố định, các so sánh có thể được thực hiện ở bất kỳ nhiệt độ nào trong khoảng từ −100 °C đến 500 °C (−148 °F đến 932 °F). Phương pháp này có thể tiết kiệm chi phí hơn, vì nhiều cảm biến có thể được hiệu chuẩn đồng thời bằng thiết bị tự động. Những bồn nhiệt được làm nóng bằng điện và khuấy đều này sử dụng các dầu silicone và muối chảy như môi trường cho các nhiệt độ hiệu chuẩn khác nhau.

## Loại thành phần

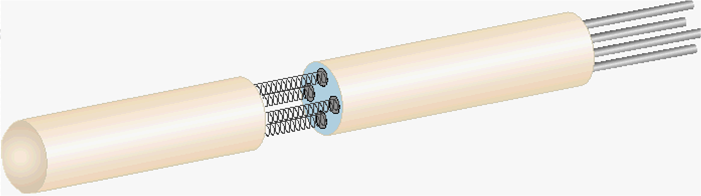
Cảm biến PRT cuộn xoắn

Ba nhóm chính của các cảm biến RTD là các thành phần màng mỏng, cuộn dây và cuộn xoắn. Mặc dù các loại này là những loại được sử dụng rộng rãi nhất trong ngành công nghiệp, còn có các hình dạng kỳ lạ khác được sử dụng; ví dụ, carbon resistor được sử dụng ở nhiệt độ cực thấp (−273 °C đến −173 °C).

Thành phần resistor carbonrẻ tiền và được sử dụng rộng rãi. Chúng cho kết quả có khả năng tái sản xuất rất tốt ở nhiệt độ thấp. Chúng là loại ổn định nhất trên một phạm vi nhiệt độ cực rộng. Chúng không chịu tác động đáng kể từ hiện tượng độ mất công hoặc hiệu ứng cảm biến căng.
Thành phần không bị căngsử dụng một cuộn dây được hỗ trợ tối thiểu bên trong một vỏ kín được điền khí trơ. Những cảm biến này hoạt động lên đến 961,78 °C (1.763,20 °F) và được sử dụng trong các cảm biến SPRTs xác định ITS-90. Chúng bao gồm một sợi dây platinum được cuộn lỏng lẻo trên một cấu trúc hỗ trợ, vì vậy thành phần có thể mở rộng và co lại theo nhiệt độ. Chúng rất dễ bị sốc và rung động, vì các vòng platinum có thể dao động qua lại, gây biến dạng.

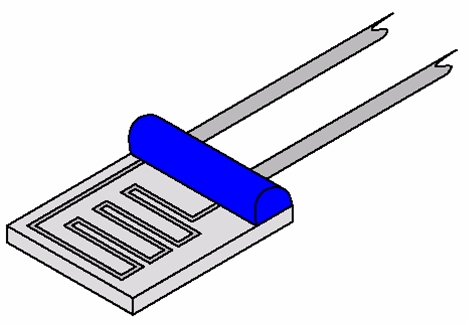
Cảm biến PRT màng mỏng

Thành phần màng mỏngcó một thành phần cảm biến được tạo ra bằng cách phủ một lớp vật liệu điện trở rất mỏng, thường là platinum, trên một chất cách điện gốm (mạ điện). Lớp này thường chỉ dày từ 10 đến 100 ångström (1 đến 10 nanomet). Sau đó, lớp màng này được phủ bằng nhựa epoxy hoặc thủy tinh giúp bảo vệ lớp màng đã được phủ và cũng đóng vai trò như một phần giảm căng cho dây dẫn ngoài. Nhược điểm của loại này là chúng không ổn định như các loại cuộn dây hoặc cuộn xoắn. Chúng cũng chỉ có thể được sử dụng trong một phạm vi nhiệt độ hạn chế do tỷ lệ mở rộng khác nhau của chất cách điện và chất điện trở đã được phủ gây ra hiệu ứng "strain gauge" có thể thấy trong hệ số nhiệt độ điện trở. Những thành phần này hoạt động với nhiệt độ lên đến 300 °C (572 °F) mà không cần đóng gói thêm, nhưng có thể hoạt động lên đến 600 °C (1.112 °F) khi được đóng kín bằng thủy tinh hoặc gốm. Có thể sử dụng các thành phần RTD chịu nhiệt độ cao đặc biệt lên đến 900 °C (1.652 °F) với vỏ bọc phù hợp.

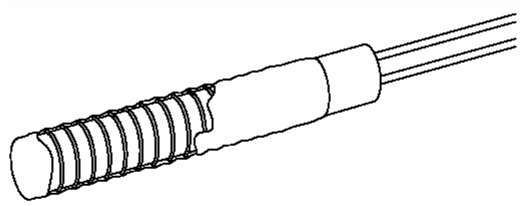
Cảm biến PRT cuộn dây

Thành phần cuộn dâycó thể có độ chính xác cao hơn, đặc biệt là đối với phạm vi nhiệt độ rộng. Đường kính cuộn cung cấp một sự cân nhắc giữa sự ổn định cơ học và cho phép dây mở rộng để giảm thiểu căng và sai lệch kết quả. Dây cảm biến được cuốn quanh một trục cách điện hoặc lõi. Lõi cuốn có thể là hình tròn hoặc bằng phẳng, nhưng phải là chất cách điện. Hệ số mở rộng nhiệt của vật liệu lõi cuốn phải phù hợp với dây cảm biến để giảm thiểu bất kỳ căng thẳng cơ học nào. Căng thẳng trên dây cảm biến sẽ gây ra lỗi đo lường nhiệt. Dây cảm biến được kết nối với một dây lớn hơn, thường được gọi là dây cảm biến hoặc dây. Dây này được chọn sao cho phù hợp với dây cảm biến, để kết hợp không tạo ra một lực điện động có thể làm méo hoặc sai lệch đo lường nhiệt. Những thành phần này hoạt động với nhiệt độ lên đến 660 °C.
Thành phần cuộn xoắnđã hoàn toàn thay thế các thành phần cuộn dây trong ngành công nghiệp. Thiết kế này có một cuộn dây mà có thể mở rộng tự do theo nhiệt độ, được giữ ở vị trí bằng một số hỗ trợ cơ khí, cho phép cuộn giữ nguyên hình dạng của mình. Thiết kế "không bị căng" này cho phép dây cảm biến mở rộng và co lại mà không bị ảnh hưởng bởi các vật liệu khác; trong mặt này nó tương tự như SPRT, tiêu chuẩn chính mà ITS-90 dựa trên, đồng thời cung cấp độ bền cần thiết cho việc sử dụng trong công nghiệp. Cơ sở của thành phần cảm biến là một cuộn dây nhỏ được làm từ dây cảm biến platinum. Cuộn dây này giống như một sợi tóc trong bóng đèn sợi. Vỏ hoặc trục cuộn là một ống gốm oxit chịu lửa đã được nung cứng với các lỗ trống cách đều nhau chạy xiên so với trục. Cuộn dây được đặt vào các lỗ của trục và sau đó được đóng gói với một bột gốm mịn vô cùng. Điều này cho phép dây cảm biến di chuyển, trong khi vẫn tiếp tục tiếp xúc nhiệt tốt với quá trình. Những thành phần này hoạt động với nhiệt độ lên đến 850 °C.
Tiêu chuẩn quốc tế hiện tại quy định sự dung sai và mối quan hệ điện trở nhiệt độ cho cảm biến điện trở nhiệt platinum (PRTs) là IEC 60751:2008; ASTM E1137 cũng được sử dụng ở Hoa Kỳ. Đáng kể nhất là các thiết bị phổ biến được sử dụng trong ngành công nghiệp có điện trở danh nghĩa là 100 ohm tại 0 °C và được gọi Cảm biến nhiệt độ pt100 ("Pt" là ký hiệu cho platinum, "100" là điện trở tính bằng ohm tại 0 °C). Cũng có thể có cảm biến Pt1000, trong đó 1000 là điện trở tính bằng ohm tại 0 °C. Độ nhạy của một cảm biến 100 Ω tiêu chuẩn là 0.385 Ω/°C. Có sẵn các RTD với độ nhạy 0.375 và 0.392 Ω/°C, cũng như một loạt các loại khác.

## Chức năng
Các cảm biến nhiệt điện trở được xây dựng dưới nhiều dạng và đôi khi cung cấp sự ổn định, độ chính xác và độ lặp lại tốt hơn so với các cặp nhiệt. Trong khi các cặp nhiệt sử dụng hiệu ứng Seebeck để tạo ra điện áp, cảm biến nhiệt điện trở sử dụng điện trở điện và yêu cầu nguồn điện để hoạt động. Điện trở lý tưởng thay đổi gần như tuyến tính theo nhiệt độ theo phương trình Callendar–Van Dusen.
Dây phát hiện platinum cần được giữ sạch để duy trì sự ổn định. Một sợi dây hay màng platinum được hỗ trợ trên một khuôn dạng sao cho nó không bị mở rộng chênh lệch hoặc các tải trọng khác từ khuôn dạng, nhưng vẫn chịu được rung động một cách hợp lý. Các bộ cảm biến nhiệt điện trở được làm từ sắt hoặc đồng cũng được sử dụng trong một số ứng dụng. Các loại platinum thương mại thường có hệ số nhiệt điện trở 0,00385/°C (0,385%/°C) (Khoảng nhiệt độ căn bản châu Âu). Thường thì cảm biến có điện trở là 100 Ω ở 0 °C. Điều này được xác định trong BS EN 60751:1996 (dựa trên IEC 60751:1995). Khoảng nhiệt độ căn bản của Mỹ là 0,00392/°C, dựa trên việc sử dụng loại platinum tinh khiết hơn so với tiêu chuẩn châu Âu. Tiêu chuẩn Mỹ này được đưa ra bởi Hiệp hội Nhà sản xuất Thiết bị Khoa học (SAMA), nhưng họ không còn hoạt động trong lĩnh vực này nữa. Do đó, "tiêu chuẩn Mỹ" hiếm khi còn là tiêu chuẩn thậm chí ở Mỹ.
Cáp dây dẫn cũng có thể là một yếu tố; sử dụng ba hoặc bốn dây, thay vì hai dây, có thể loại bỏ ảnh hưởng của điện trở dây dẫn kết nối khỏi các đo lường (xem phía dưới); kết nối ba dây là đủ cho hầu hết các mục đích và là một phương pháp công nghiệp gần như phổ biến. Kết nối bốn dây được sử dụng cho các ứng dụng chính xác nhất.

## Ưu điểm và hạn chế
Các ưu điểm của cảm biến nhiệt điện trở platinum bao gồm:
- Độ chính xác cao
- Sự thay đổi thấp
- Phạm vi hoạt động rộng
- Phù hợp cho các ứng dụng chính xác.

Hạn chế:
Các cảm biến nhiệt điện trở trong các ứng dụng công nghiệp hiếm khi được sử dụng ở nhiệt độ cao hơn 660 °C. Ở nhiệt độ trên 660 °C, trở kháng của cảm biến nhiệt điện trở dễ bị ô nhiễm bởi các tạp chất từ vỏ kim loại của nhiệt kế. Đây là lý do tại sao các nhiệt kế tiêu chuẩn trong phòng thí nghiệm thay thế vỏ kim loại bằng cấu trúc thủy tinh. Ở nhiệt độ rất thấp, chẳng hạn dưới −270 °C (3 K), do sự hiện diện rất ít phonon, trở kháng của cảm biến nhiệt điện trở chủ yếu được xác định bởi tạp chất và phản xạ biên và vì vậy gần như độc lập với nhiệt độ. Kết quả là, độ nhạy của cảm biến nhiệt điện trở gần như bằng không và do đó không hữu ích.
So với các cảm biến nhiệt nhanh, các cảm biến nhiệt điện trở platinum có độ nhạy thấp hơn đối với các thay đổi nhiệt độ nhỏ và thời gian phản hồi chậm hơn. Tuy nhiên, các cảm biến nhiệt điện trở có phạm vi nhiệt độ và độ ổn định nhỏ hơn so với các cảm biến nhiệt điện trở.

### RTDs so với cặp nhiệt
Hai phương pháp phổ biến nhất để đo nhiệt độ trong ứng dụng công nghiệp là sử dụng cảm biến điện trở nhiệt (RTDs) và cặp nhiệt. Sự lựa chọn giữa chúng thường được xác định bởi bốn yếu tố.
Nhiệt độNếu nhiệt độ quá trình nằm trong khoảng từ −200 đến 500 °C (−328,0 đến 932,0 °F), cảm biến điện trở nhiệt công nghiệp là lựa chọn ưu tiên. Cặp nhiệt có phạm vi từ −180 đến 2.320 °C (−292,0 đến 4.208,0 °F), vì vậy đối với nhiệt độ trên 500 °C (932 °F), nó là thiết bị đo nhiệt độ tiếp xúc phổ biến thường được tìm thấy trong phòng thí nghiệm vật lý.
Thời gian đáp ứngNếu quá trình yêu cầu đáp ứng rất nhanh với thay đổi nhiệt độ (từ vài phần trăm giây so với vài giây), thì cặp nhiệt là lựa chọn tốt nhất. Thời gian đáp ứng được đo bằng cách ngâm cảm biến trong nước chảy với tốc độ 1 m/s (3,3 ft/s) với thay đổi bước 63,2%.
Kích thướcVỏ cảm biến điện trở nhiệt tiêu chuẩn có đường kính từ 3,175 đến 6,35 mm (0,1250 đến 0,2500 in); đường kính vỏ cặp nhiệt có thể nhỏ hơn 1,6 mm (0,063 in).
Độ chính xác và yêu cầu ổn địnhNếu dung sai 2 °C là chấp nhận được và không yêu cầu mức độ lặp lại cao nhất, cặp nhiệt sẽ phục vụ. Cảm biến điện trở nhiệt có khả năng đạt độ chính xác cao hơn và có thể duy trì ổn định trong nhiều năm, trong khi cặp nhiệt có thể thay đổi trong vài giờ đầu tiên sử dụng.

## Cấu trúc
Các thành phần này hầu như luôn yêu cầu có dây dẫn cách điện kết nối. Các chất cách điện như PVC, cao su silicone hoặc PTFE được sử dụng ở nhiệt độ dưới khoảng 250 °C. Trên mức này, sợi thủy tinh hoặc gốm được sử dụng. Điểm đo, và thường là hầu hết các dây dẫn, yêu cầu có một vỏ hoặc ống bảo vệ, thường được làm bằng hợp kim kim loại không phản ứng hóa học với quá trình đang được giám sát. Việc lựa chọn và thiết kế ống bảo vệ có thể đòi hỏi sự cẩn thận hơn cả cảm biến thực tế, vì ống bảo vệ phải chịu được tác động hóa học hoặc vật lý và cung cấp điểm gắn kết tiện lợi.
Cấu trúc thiết kế của RTD có thể được cải thiện để chịu được va đập và rung động bằng cách bao gồm bột magnesium oxide (MgO) bị nén trong ống bảo vệ. MgO được sử dụng để cách ly dây dẫn khỏi vỏ bên ngoài và lẫn nhau. MgO được sử dụng do hằng số điện trường, cấu trúc hạt được làm tròn, khả năng chịu nhiệt cao và tính không phản ứng hóa học của nó.

## Cấu hình kết nối dây

### Cấu hình hai dây
Cấu hình cảm biến nhiệt điện trở đơn giản nhất sử dụng hai dây. Nó chỉ được sử dụng khi không cần độ chính xác cao, vì trở kháng của các dây nối được cộng vào trở kháng của cảm biến, dẫn đến sai số đo lường. Cấu hình này cho phép sử dụng 100 mét cáp. Điều này áp dụng cho cả hệ thống cầu cân bằng và cầu cố định.
Đối với cầu cân bằng, thiết lập thông thường là với R2 = R1, và R3 nằm ở giữa khoảng giá trị của RTD. Vì vậy, ví dụ, nếu chúng ta đo giữa 0 và 100 °C (32 và 212 °F), trở kháng của RTD sẽ dao động từ 100 Ω đến 138,5 Ω. Chúng ta sẽ chọn R3 = 120 Ω. Điều này giúp chúng ta có một điện áp đo nhỏ trong cầu cân bằng.

### Cấu hình ba dây
Để giảm thiểu ảnh hưởng của trở kháng dây dẫn, có thể sử dụng cấu hình ba dây. Thiết lập được đề xuất cho cấu hình được hiển thị là R1 = R2, và R3 ở giữa khoảng giá trị của RTD. Nhìn vào mạch cầu Wheatstone được hiển thị, điện áp giảm ở phía góc dưới bên trái là V_rtd + V_lead, và ở phía góc dưới bên phải là V_R3 + V_lead, do đó điện áp cầu (V_b) là sự khác biệt, V_rtd - V_R3. Sự giảm điện áp do trở kháng dây dẫn đã được loại bỏ. Điều này luôn đúng nếu R1 = R2 và R1, R2 >> RTD, R3. R1 và R2 có thể được sử dụng để giới hạn dòng đi qua RTD, ví dụ cho một PT100, giới hạn đến 1mA và 5V, gợi ý một trở kháng giới hạn xấp xỉ R1 = R2 = 5/0.001 = 5.000 Ohm.

### Cấu hình bốn dây
Cấu hình nhiệt điện trở bốn dây tăng độ chính xác của đo lường trở kháng. Cảm biến bốn điểm loại bỏ điện áp giảm trong các dây đo như một phần góp phần vào sai số. Để tăng độ chính xác hơn nữa, bất kỳ điện áp nhiệt điện dư thừa được tạo ra bởi các loại dây khác nhau hoặc kết nối vít được loại bỏ bằng cách đảo ngược hướng dòng 1 mA và dây dẫn đến DVM (bộ đo điện tử). Các điện áp nhiệt điện sẽ chỉ được tạo ra ở một hướng duy nhất. Bằng cách lấy trung bình các đo lường được đảo ngược, các điện áp lỗi nhiệt điện sẽ bị hủy bỏ.

## Phân loại của RTD
Cấp độ chính xác cao nhất của tất cả các PRT là Cảm biến nhiệt điện trở Platinum Ultra Precise (UPRTs). Độ chính xác này được đạt bằng chi phí và độ bền. Các thành phần UPRT được cuộn từ dây platinum chất lượng tham chiếu. Dây dẫn bên trong thường được làm từ platinum, trong khi các bộ chống chịu bên trong được làm từ thạch anh hoặc silica nung chảy. Vỏ thường được làm từ thạch anh hoặc đôi khi là Inconel, tùy thuộc vào phạm vi nhiệt độ. Dây platinum có đường kính lớn được sử dụng, điều này làm tăng chi phí và dẫn đến trở kháng thấp hơn cho cảm biến (thường là 25,5 Ω). UPRT có khoảng nhiệt độ rộng (−200 °C đến 1000 °C) và độ chính xác xấp xỉ ±0.001 °C trên khoảng nhiệt độ. UPRT chỉ phù hợp để sử dụng trong phòng thí nghiệm.
Một phân loại khác của PRT phòng thí nghiệm là Cảm biến nhiệt điện trở Platinum Chuẩn (Standard SPRTs). Chúng được xây dựng tương tự như UPRT, nhưng vật liệu sử dụng có giá thành hợp lý hơn. SPRTs thường sử dụng dây platinum chất lượng tham chiếu, vỏ kim loại và cách điện loại gốm. Dây dẫn bên trong thường là hợp kim có chứa niken. PRT tiêu chuẩn có giới hạn nhiệt độ hẹp hơn (−200 °C đến 500 °C) và độ chính xác xấp xỉ ±0.03 °C trên khoảng nhiệt độ.
PRT công nghiệp được thiết kế để chịu được môi trường công nghiệp. Chúng có thể gần bằng độ bền của một cặp nhiệt điện. Tùy thuộc vào ứng dụng, PRT công nghiệp có thể sử dụng các thành phần mỏng hoặc cuộn dây. Dây dẫn bên trong có thể là dây đồng niken mạ kẽm với cách điện PTFE hoặc dây bạc, tùy thuộc vào kích thước cảm biến và ứng dụng. Vật liệu vỏ thường là thép không gỉ; các ứng dụng nhiệt độ cao có thể đòi hỏi Inconel. Các vật liệu khác được sử dụng cho các ứng dụng đặc biệt.

## Lịch sử
Việc ứng dụng tính chất của các dẫn điện điện trở tăng lên khi nhiệt độ tăng đã được ông Sir William Siemens mô tả lần đầu tại Bài giảng Bakerian năm 1871 trước Hội Khoa học Hoàng gia của Vương quốc Anh. Các phương pháp xây dựng cần thiết đã được thiết lập bởi Callendar, Griffiths, Holborn và Wein từ năm 1885 đến 1900.
Chương trình Space Shuttle đã sử dụng rất nhiều cảm biến nhiệt điện trở platinum. Sự tắt máy duy nhất trong quá trình bay của động cơ chính Space Shuttle — nhiệm vụ STS-51F — đã được gây ra bởi nhiều lỗi của RTD do trở nên giòn và không đáng tin cậy do nhiều chu kỳ nhiệt lạnh. (Sự cố của các cảm biến đã gợi ý sai rằng một bơm nhiên liệu đang quá nóng, và động cơ đã tự động tắt máy.) Sau sự cố động cơ, các cảm biến RTD đã được thay thế bằng nhiệt điện cặp.
Năm 1871, Carl Wilhelm Siemens đã phát minh Cảm biến Nhiệt điện trở Platinum và trình bày một công thức ba yếu tố nội suy. Cảm biến RTD của Siemens nhanh chóng trở nên không phổ biến do không ổn định khi đo nhiệt độ. Hugh Longbourne Callendar đã phát triển thành công thương mại cảm biến RTD platinum đầu tiên vào năm 1885.
Một bài báo năm 1971 của Eriksson, Keuther và Glatzel đã xác định sáu hợp kim kim loại quý (63Pt37Rh, 37Pd63Rh, 26Pt74Ir, 10Pd90Ir, 34Pt66Au, 14Pd86Au) có đặc tính nhiệt độ điện trở gần tuyến tính. Hợp kim 63Pt37Rh tương tự như dây hợp kim 70Pt30Rh dễ có sẵn được sử dụng trong nhiệt điện cặp.

## Dữ liệu chuẩn của cảm biến nhiệt điện trở
Cảm biến nhiệt độ thường được cung cấp với các thành phần mỏng. Các thành phần điện trở được xếp hạng theo tiêu chuẩn BS EN 60751:2008 như sau:
| Lớp độ chính xác | Khoảng giá trị hợp lệ |
| ---------------- | --------------------- |
| F 0.3            | −50 to +500 °C        |
| F 0.15           | −30 to +300 °C        |
| F 0.1            | 0 to +150 °C          |

Các thành phần nhiệt điện trở có thể hoạt động lên đến 1000 °C có thể được cung cấp. Mối quan hệ giữa nhiệt độ và điện trở được cho bởi phương trình Callendar-Van Dusen:
{\displaystyle R_{T}=R_{0}\left[1+AT+BT^{2}+CT^{3}(T-100)\right];(-200;{}^{\circ }\mathrm {C} <T<0;{}^{\circ }\mathrm {C} ),}
{\displaystyle R_{T}=R_{0}\left[1+AT+BT^{2}\right];(0;{}^{\circ }\mathrm {C} \leq T<850;{}^{\circ }\mathrm {C} ).}
Ở đây, {\displaystyle R_{T}} là điện trở ở nhiệt độ T, {\displaystyle R_{0}} là điện trở ở 0 °C, và các hằng số (cho một cảm biến nhiệt điện trở platinum với α = 0.00385) là:
{\displaystyle A=3.9083\times 10^{-3}~^{\circ }{\text{C}}^{-1},}
{\displaystyle B=-5.775\times 10^{-7}~^{\circ }{\text{C}}^{-2},}
{\displaystyle C=-4.183\times 10^{-12}~^{\circ }{\text{C}}^{-4}.}
Vì các hệ số B và C tương đối nhỏ, điện trở thay đổi gần như tuyến tính với nhiệt độ.
Đối với nhiệt độ dương, giải phương trình bậc hai cho ra mối quan hệ sau giữa nhiệt độ và điện trở:
{\displaystyle T={\frac {-A+{\sqrt {A^{2}-4B\left(1-{\frac {R_{T}}{R_{0}}}\right)}}}{2B}}.}
Sau đó, đối với một cấu hình bốn dây với nguồn dòng chính xác 1 mA, mối quan hệ giữa nhiệt độ và điện áp đo được {\displaystyle V_{T}} là:
{\displaystyle T={\frac {-A+{\sqrt {A^{2}-40B(0.1-V_{T})}}}{2B}}.}

## Điện trở phụ thuộc nhiệt độ cho một số cảm biến nhiệt điện trở phổ biến
| Nhiệt độ theo °C | Điện trở theo đơn vị Ω | Điện trở theo đơn vị Ω | Điện trở theo đơn vị Ω | Điện trở theo đơn vị Ω | Điện trở theo đơn vị Ω | Điện trở theo đơn vị Ω | Điện trở theo đơn vị Ω | Điện trở theo đơn vị Ω | Điện trở theo đơn vị Ω |
| Nhiệt độ theo °C | ITS-90 Pt100           | Pt100 Loại: 404        | Pt1000 Loại: 501       | PTC Loại: 201          | NTC Loại: 101          | NTC Loại: 102          | NTC Loại: 103          | NTC Loại: 104          | NTC Loại: 105          |
| ---------------- | ---------------------- | ---------------------- | ---------------------- | ---------------------- | ---------------------- | ---------------------- | ---------------------- | ---------------------- | ---------------------- |
| −50              | 79.901192              | 80.31                  | 803.1                  | 1032                   |                        |                        |                        |                        |                        |
| −45              | 81.925089              | 82.29                  | 822.9                  | 1084                   |                        |                        |                        |                        |                        |
| −40              | 83.945642              | 84.27                  | 842.7                  | 1135                   |                        |                        | 50475                  |                        |                        |
| −35              | 85.962913              | 86.25                  | 862.5                  | 1191                   |                        |                        | 36405                  |                        |                        |
| −30              | 87.976963              | 88.22                  | 882.2                  | 1246                   |                        |                        | 26550                  |                        |                        |
| −25              | 89.987844              | 90.19                  | 901.9                  | 1306                   |                        | 26083                  | 19560                  |                        |                        |
| −20              | 91.995602              | 92.16                  | 921.6                  | 1366                   |                        | 19414                  | 14560                  |                        |                        |
| −15              | 94.000276              | 94.12                  | 941.2                  | 1430                   |                        | 14596                  | 10943                  |                        |                        |
| −10              | 96.001893              | 96.09                  | 960.9                  | 1493                   |                        | 11066                  | 8299                   |                        |                        |
| −5               | 98.000470              | 98.04                  | 980.4                  | 1561                   | 31389                  | 8466                   |                        |                        |                        |
| 0                | 99.996012              | 100.00                 | 1000.0                 | 1628                   | 23868                  | 6536                   |                        |                        |                        |
| 5                | 101.988430             | 101.95                 | 1019.5                 | 1700                   | 18299                  | 5078                   |                        |                        |                        |
| 10               | 103.977803             | 103.90                 | 1039.0                 | 1771                   | 14130                  | 3986                   |                        |                        |                        |
| 15               | 105.964137             | 105.85                 | 1058.5                 | 1847                   | 10998                  |                        |                        |                        |                        |
| 20               | 107.947437             | 107.79                 | 1077.9                 | 1922                   | 8618                   |                        |                        |                        |                        |
| 25               | 109.927708             | 109.73                 | 1097.3                 | 2000                   | 6800                   |                        |                        | 15000                  |                        |
| 30               | 111.904954             | 111.67                 | 1116.7                 | 2080                   | 5401                   |                        |                        | 11933                  |                        |
| 35               | 113.879179             | 113.61                 | 1136.1                 | 2162                   | 4317                   |                        |                        | 9522                   |                        |
| 40               | 115.850387             | 115.54                 | 1155.4                 | 2244                   | 3471                   |                        |                        | 7657                   |                        |
| 45               | 117.818581             | 117.47                 | 1174.7                 | 2330                   |                        |                        |                        | 6194                   |                        |
| 50               | 119.783766             | 119.40                 | 1194.0                 | 2415                   |                        |                        |                        | 5039                   |                        |
| 55               | 121.745943             | 121.32                 | 1213.2                 | 2505                   |                        |                        |                        | 4299                   | 27475                  |
| 60               | 123.705116             | 123.24                 | 1232.4                 | 2595                   |                        |                        |                        | 3756                   | 22590                  |
| 65               | 125.661289             | 125.16                 | 1251.6                 | 2689                   |                        |                        |                        |                        | 18668                  |
| 70               | 127.614463             | 127.07                 | 1270.7                 | 2782                   |                        |                        |                        |                        | 15052                  |
| 75               | 129.564642             | 128.98                 | 1289.8                 | 2880                   |                        |                        |                        |                        | 12932                  |
| 80               | 131.511828             | 130.89                 | 1308.9                 | 2977                   |                        |                        |                        |                        | 10837                  |
| 85               | 133.456024             | 132.80                 | 1328.0                 | 3079                   |                        |                        |                        |                        | 9121                   |
| 90               | 135.397232             | 134.70                 | 1347.0                 | 3180                   |                        |                        |                        |                        | 7708                   |
| 95               | 137.335456             | 136.60                 | 1366.0                 | 3285                   |                        |                        |                        |                        | 6539                   |
| 100              | 139.270697             | 138.50                 | 1385.0                 | 3390                   |                        |                        |                        |                        |                        |
| 105              | 141.202958             | 140.39                 | 1403.9                 |                        |                        |                        |                        |                        |                        |
| 110              | 143.132242             | 142.29                 | 1422.9                 |                        |                        |                        |                        |                        |                        |
| 150              | 158.459633             | 157.31                 | 1573.1                 |                        |                        |                        |                        |                        |                        |
| 200              | 177.353177             | 175.84                 | 1758.4                 |                        |                        |                        |                        |                        |                        |